# Транстенсия
Транстенсия — это состояние, при котором массив горных пород или участок земной коры испытывает как экстенсивное, так и транзитное смещение. Таким образом, области растяжения характеризуются как протяженными структурами (нормальными разломами, грабенами), так и разрывными структурами (сдвиговыми разломами).
Примерами транстензионных областей являются Мёртвое море, впадина Солтон-Си, Мраморное море на Северо-Анатолийском разломе, Венский бассейн.